# Iris pseudacorus
Iris des marais, Iris faux acore, Iris jaune
Espèce
Classification phylogénétique
Statut de conservation UICN

 LC  : Préoccupation mineure
Iris pseudacorus, l’iris des marais, iris faux acore ou iris jaune (ou encore flambe d'eau ou glaie en Saintonge), est une espèce de plantes à fleurs de la famille des Iridacées. C'est une plante herbacée vivace, de marais ou bord de l'eau, trouvée en Europe, en Afrique du Nord et au Proche-Orient.
L'Iris est le symbole de la région de Bruxelles-Capitale.
Il ne faut pas la confondre avec le Lys. Effectivement, l'iris étant abondant le long de la Lys, il est parfois appelé fleur de Lys. En néerlandais, il s’appelle d’ailleurs Gele lis, c'est-à-dire Lys jaune.

## Étymologie
Le nom de genre Iris dérive du nom d'une plante en latin et en grec. En grec, iris ιρις désignait des espèces d'iris (Iris florentina à fleurs blanches ou I. germanica et I. pallida, à fleurs bleu-violacé) cf Pline 21, 40 ou d'autres espèces indéterminées.
L'épithète spécifique pseudacorus, signifiant « faux acore », vient de la ressemblance de ses feuilles avec celles de l'acore, Acorus calamus, une aracée aux racines odorantes poussant aussi au bord de l'eau.

## Description

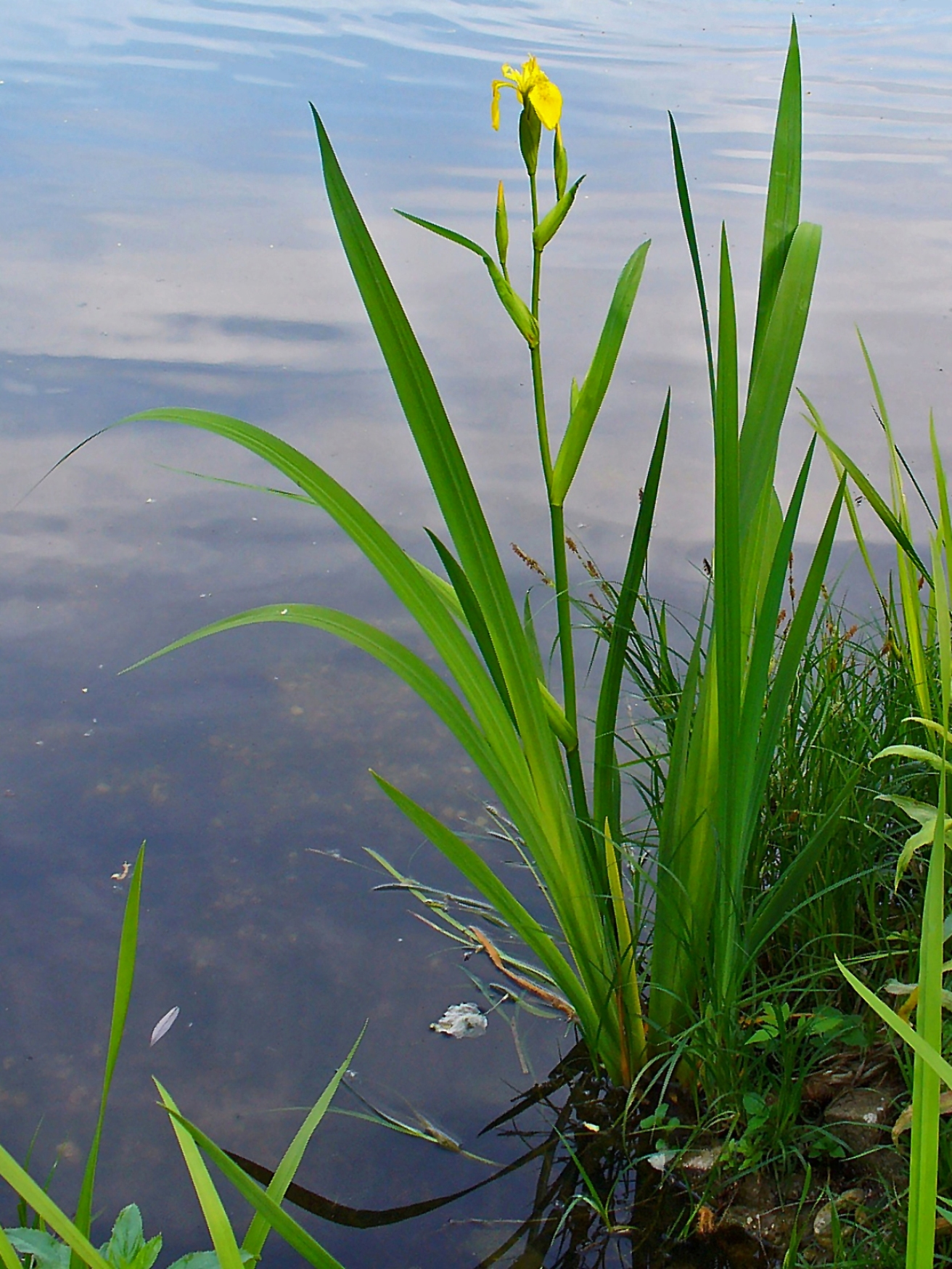
Port de lIris pseudacorus.

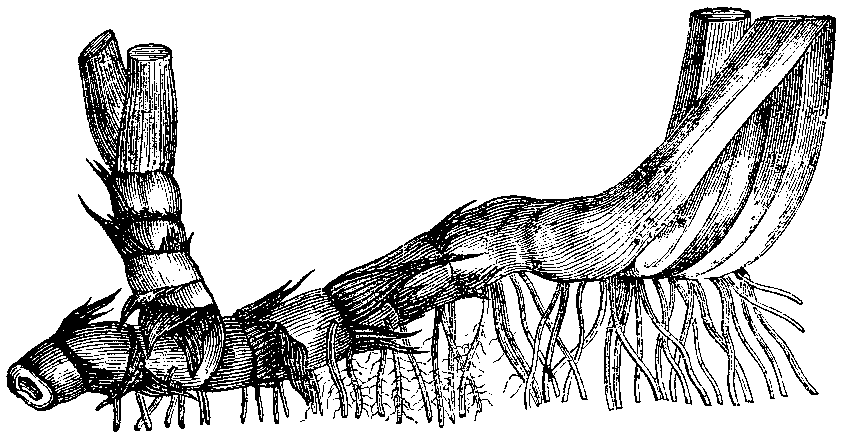
Forme typique de rhizome d'iris.

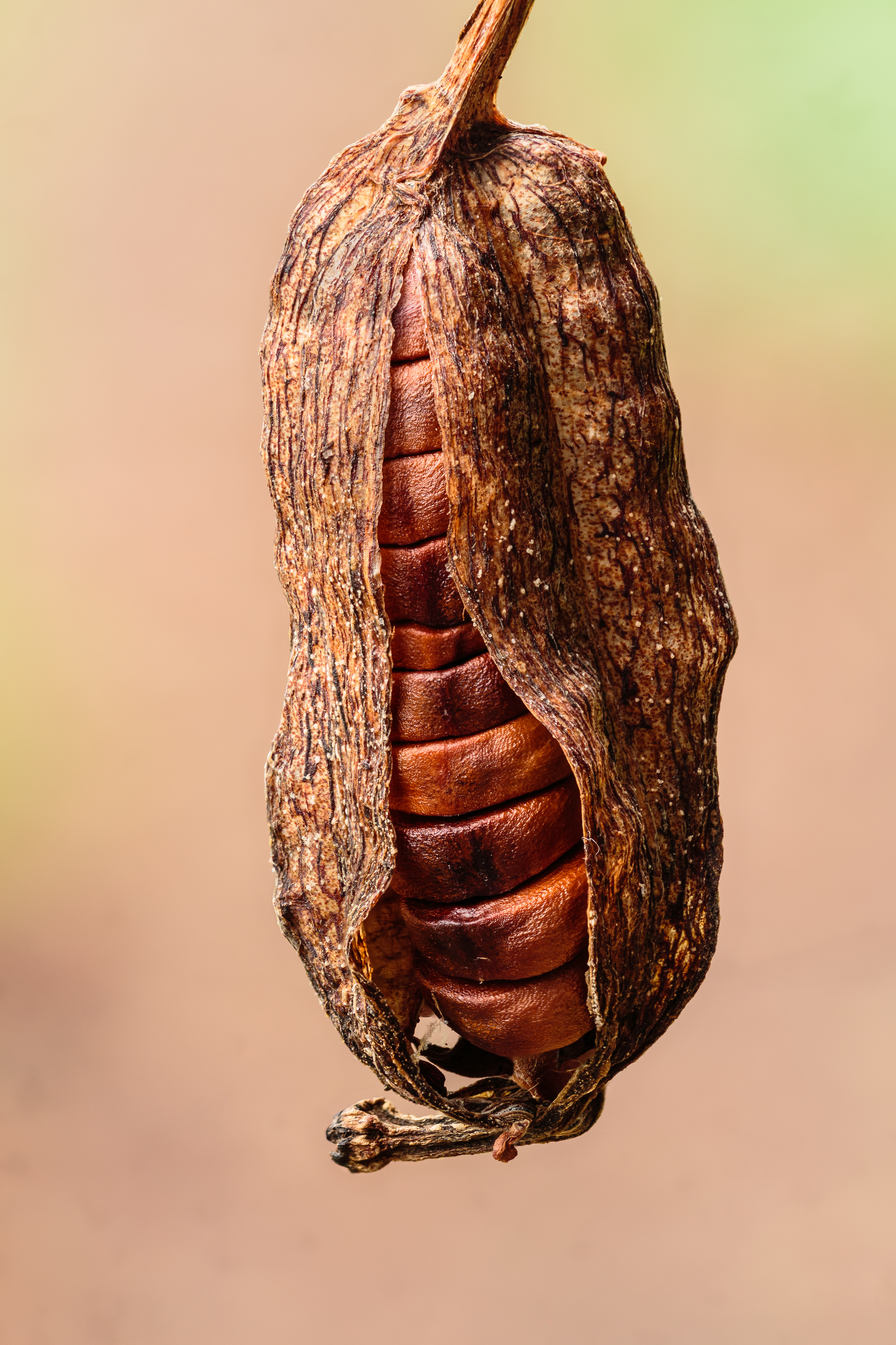
Capsule déhiscente d'un iris des marais.

Iris pseudacorus est une plante vivace de 40 cm à 1,20 mètre de haut à rhizome épais. Le rhizome, une tige de 1-4 cm de diamètre, légèrement enfoncée dans la boue, porte de nombreuses racines de 10-20 cm de long.
Les longues feuilles linéaires, en forme de glaive (pointues), font de 10 à 30 mm de large. Engainantes et disposées sur deux rangs opposés (elles sont dites distiques), elles partent directement du rhizome. Elles sont parcourues par une profonde nervure médiane.
Au printemps, une tige cylindrique, érigée, comportant à son extrémité des fleurs jaunes, porte aussi des feuilles caulinaires (plus courtes que la tige). Les fleurs inodores sont disposées par 2 ou 3, sous-tendues par une spathe.
La fleur entièrement jaune comporte trois grands tépales extérieurs, rabattus, de 6-8 cm de long, trois intérieurs de plus petite taille (4-8 cm), étroits et dressés, ainsi que trois stigmates pétaloïdes et trois étamines, opposées aux tépales externes.
La floraison se déroule d'avril à juillet.
Les fruits sont des capsules triloculaires (à trois compartiments) de 4 à 8 cm, flottants et emportés par les eaux. Cependant, les graines ne peuvent germer qu'à la lumière. Les graines peuvent flotter durant 12 mois tout en gardant leur pouvoir germinatif.
Les fruits sont mûrs en juillet-août.
La plante peut également se reproduire par son rhizome. Elle peut former des colonies clonales.
Il se différencie de l'Iris de Sibérie (Iris sibirica) par ses feuilles beaucoup plus robustes et larges de 10 à 30 mm (contre 2 à 8 mm).
Les feuilles renferment des substances toxiques qui restent même dans les feuilles séchées et qui peuvent causer des diarrhées chez le bétail.

## Distribution et habitats

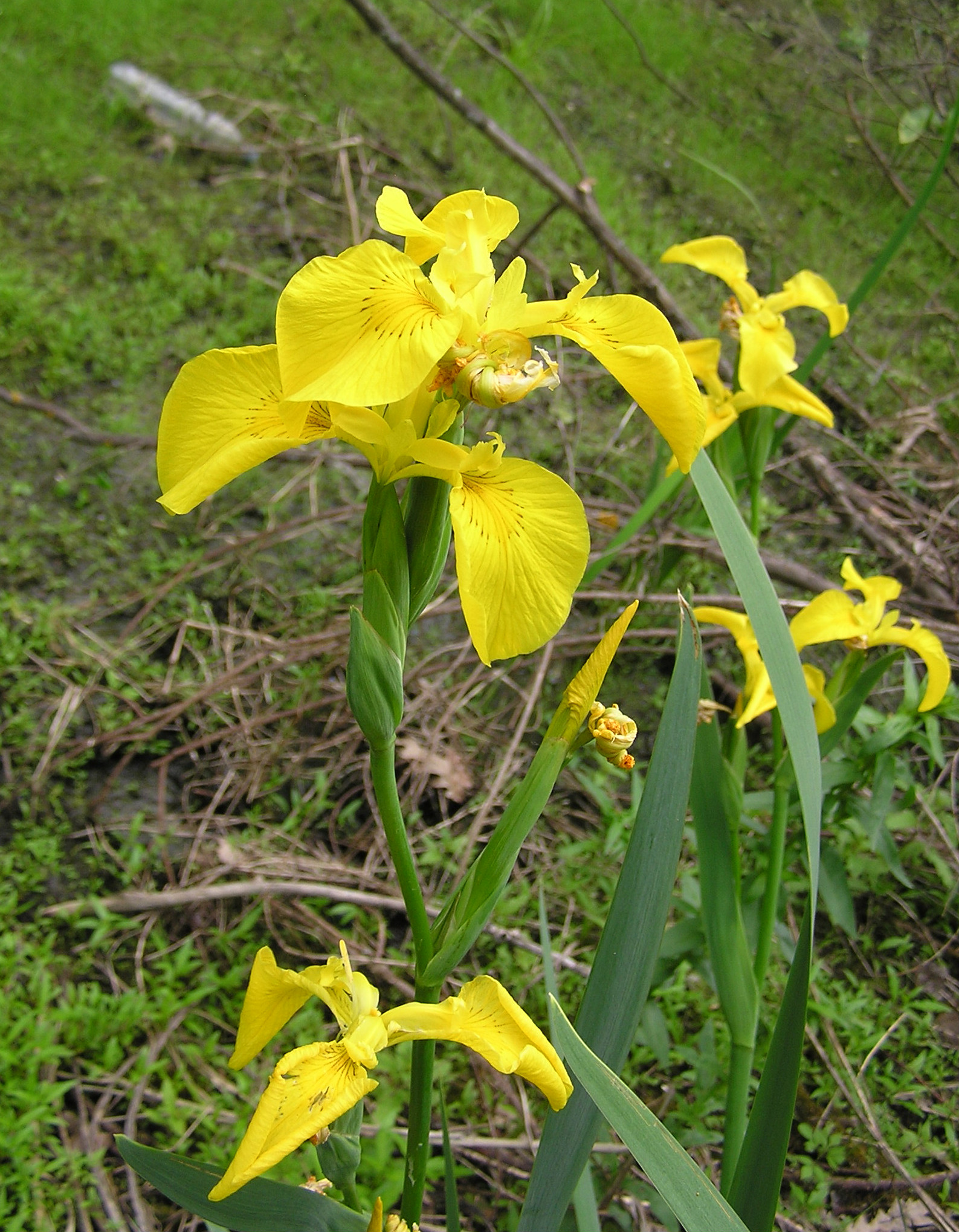
Iris pseudacorus.

L'iris des marais croît en Europe, en Afrique du Nord et au Proche-Orient. Il s'est naturalisé en Nouvelle-Zélande, en Amérique du Nord et en Amérique du Sud (Argentine, Chili et Uruguay).
Il est commun dans les lieux humides de France : fossés, mares, étangs, marécages, cours d'eau et ceinture de roseaux, toujours en eaux et peu profondes. Il est fréquemment associé à d'autres hélophytes comme les laîches. Il est peu exigeant quant à son exposition et on le trouve aussi en situation ombragée dans les zones humides boisées, mais il se développe mieux à la chaleur et à la lumière. Cette plante typique des eaux plutôt riches en nutriments (nitrates, phosphates) supporte bien la pollution et l'eutrophisation, et est utilisée dans les systèmes de lagunage pour son pouvoir dépolluant.

## Usages
- Tannage

Riche en tanin, le rhizome de l'iris des marais est utilisé pour le tannage.
- Médicinal

Connu dès l'Antiquité grecque, le suc du rhizome de l'iris des marais était employé contre la cataracte et diverses douleurs. Dioscoride le pharmacologue grec du Ier siècle, le décrit sous le nom de akoron ακορον (Materia medica I, 2), dérivé de a- korê α + κορη, « privatif + pupille ». L'encyclopédiste romain Pline l'Ancien, à la même époque, confirme ces informations (H.N. 25, 157; 26 ; 228 etc.).[pertinence contestée]
Au XVIe siècle, Pierandrea Mattioli publia une traduction commentée de Dioscoride en italien qui fut ensuite traduite en français en 1554 par Jean Ruel. Le succès de ces traductions fort bien illustrées sera immense. De nombreuses vertus médicinales sont attribuées à la flambe, l'iris des marais. Les anciens herboristes ont beaucoup prélevé l'iris des marais dans la nature, jusqu'à provoquer sa raréfaction dans certaines régions.
Actuellement (début 21e siècle), en raison de sa toxicité, l'iris des marais n'est plus guère utilisé en herboristerie. Rameau et al.
, indiquent « rhizome, expectorant, diurétique et excitant (à faible dose) ».
- Horticole

Il est utilisé sur les berges humides des étangs, des cours d'eau ou des mares artificielles. Il peut devenir envahissant.
- Dépollution

De nombreuses études de phytoremédiation ont montré qu'on pouvait utiliser les plantes pour dépolluer les sols. Une méthode consiste à traiter le sol dans des casiers végétalisés par des plantes de milieux humides (Phragmites australis, Iris pseudacorus et Salix viminalis). Une étude a montré qu'une quantité importante des métaux peut être éliminée du sol via la phytolixiviation résultant de l’interaction de l’activité racinaire avec l’irrigation, alors qu'une partie insignifiante des métaux (Zn, Pb, Cu) est accumulée dans la biomasse.

## Symbolique
C'est cette fleur qui aurait inspiré le blason des rois de France. Elle est appelée fleur de Lys soit à cause de la rivière Lys, soit à la suite d'une déformation de fleur de Louis portée par le roi Louis VII de France et non pas un Lys comme son nom pourrait le laisser à penser. On retrouve également cette fleur sur le blason de la Région de Bruxelles-Capitale, de la ville de Lille en France et de la ville américaine de Louisville ainsi que sur le drapeau du Québec.

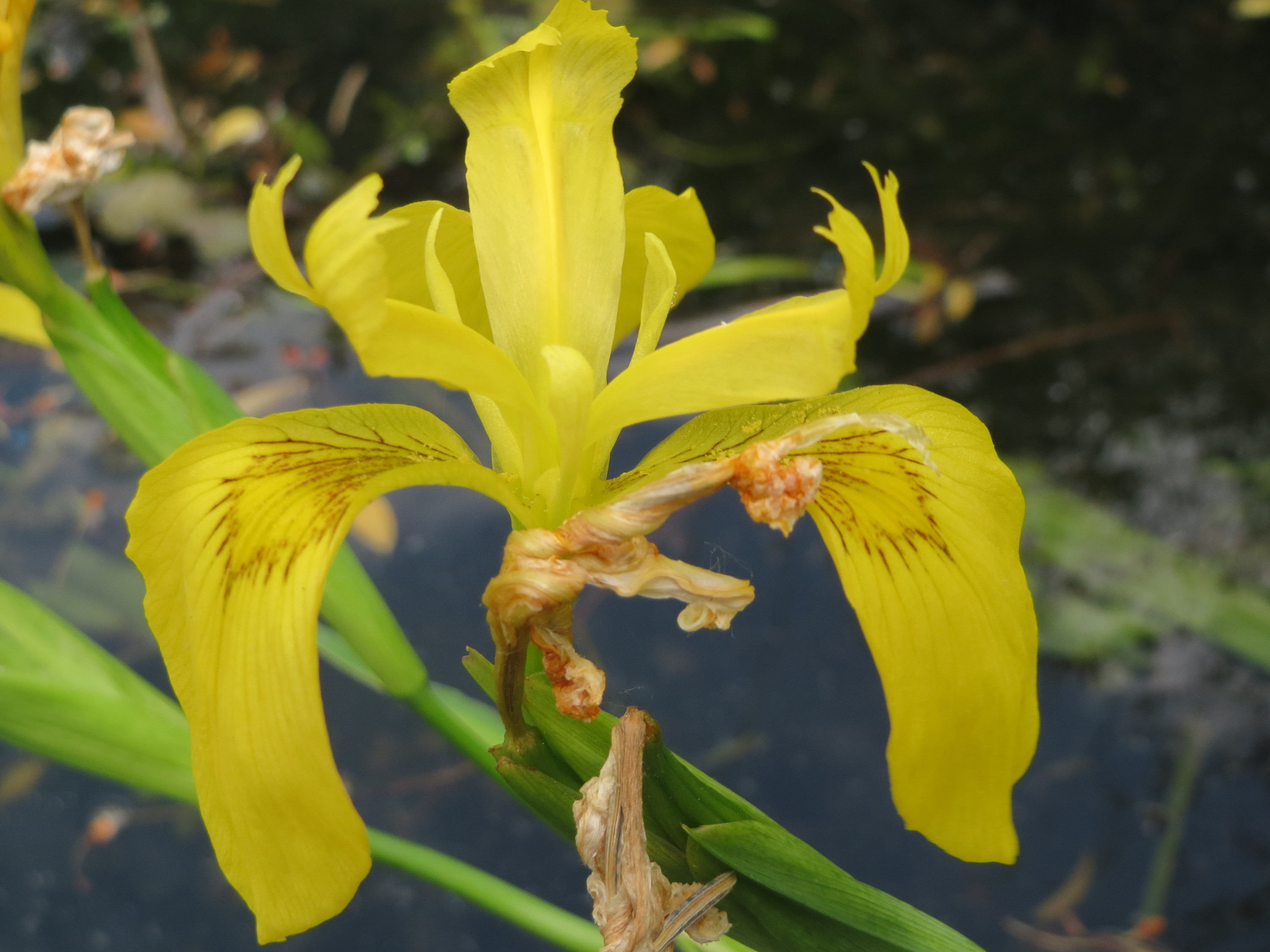
Fleur d'iris des marais.
Meuble fleur de lys en héraldique.
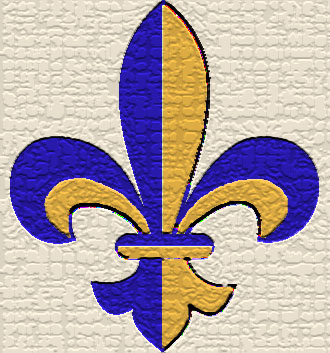
Blason de Louisville
Blason de Lille.
Symbole de la Région de Bruxelles-Capitale.
Drapeau du Québec.

### Fête de l'iris
La fête de l'iris est la fête régionale bruxelloise. Elle a lieu le 8 mai.

## Galerie

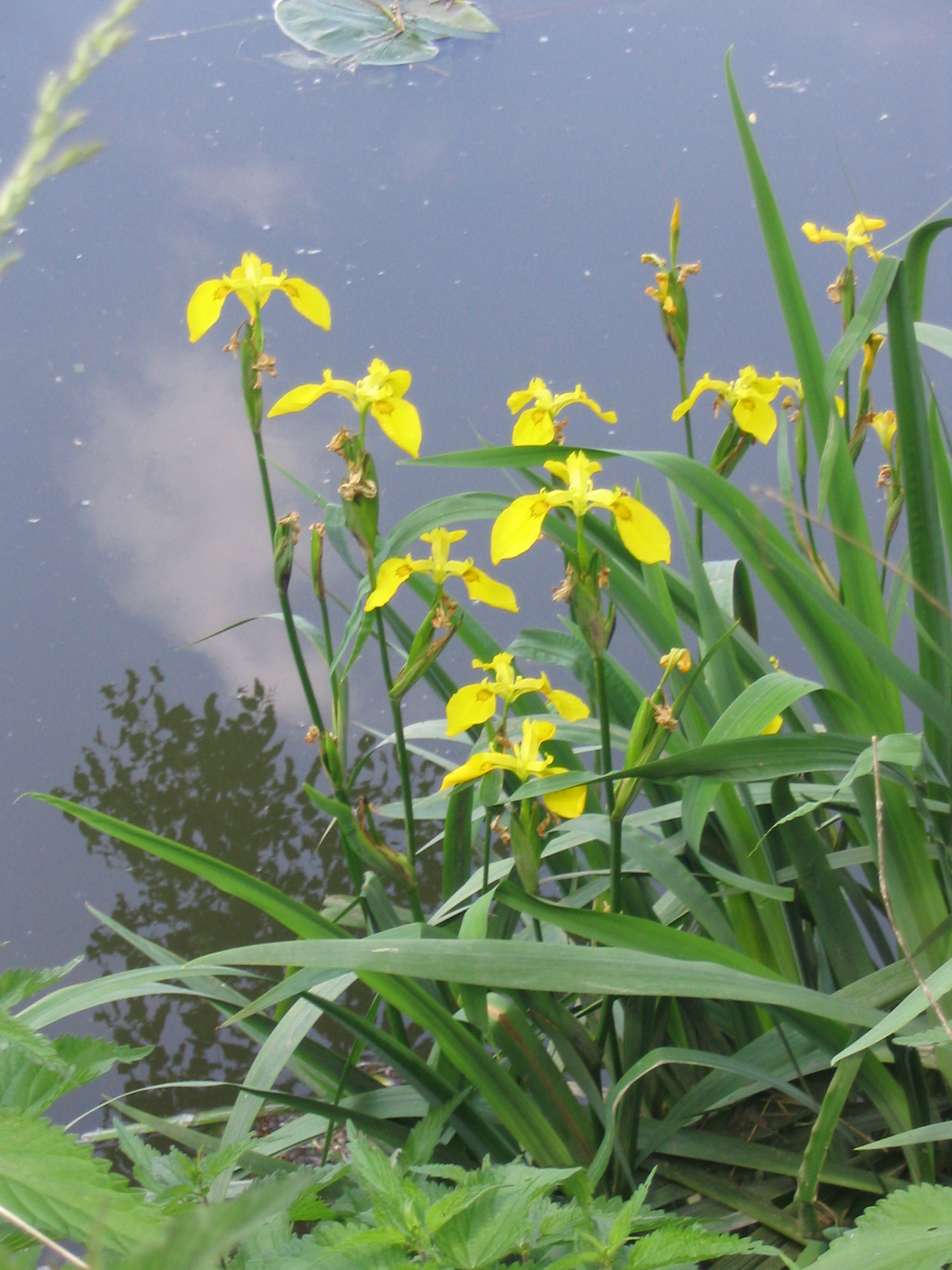
Iris des marais.
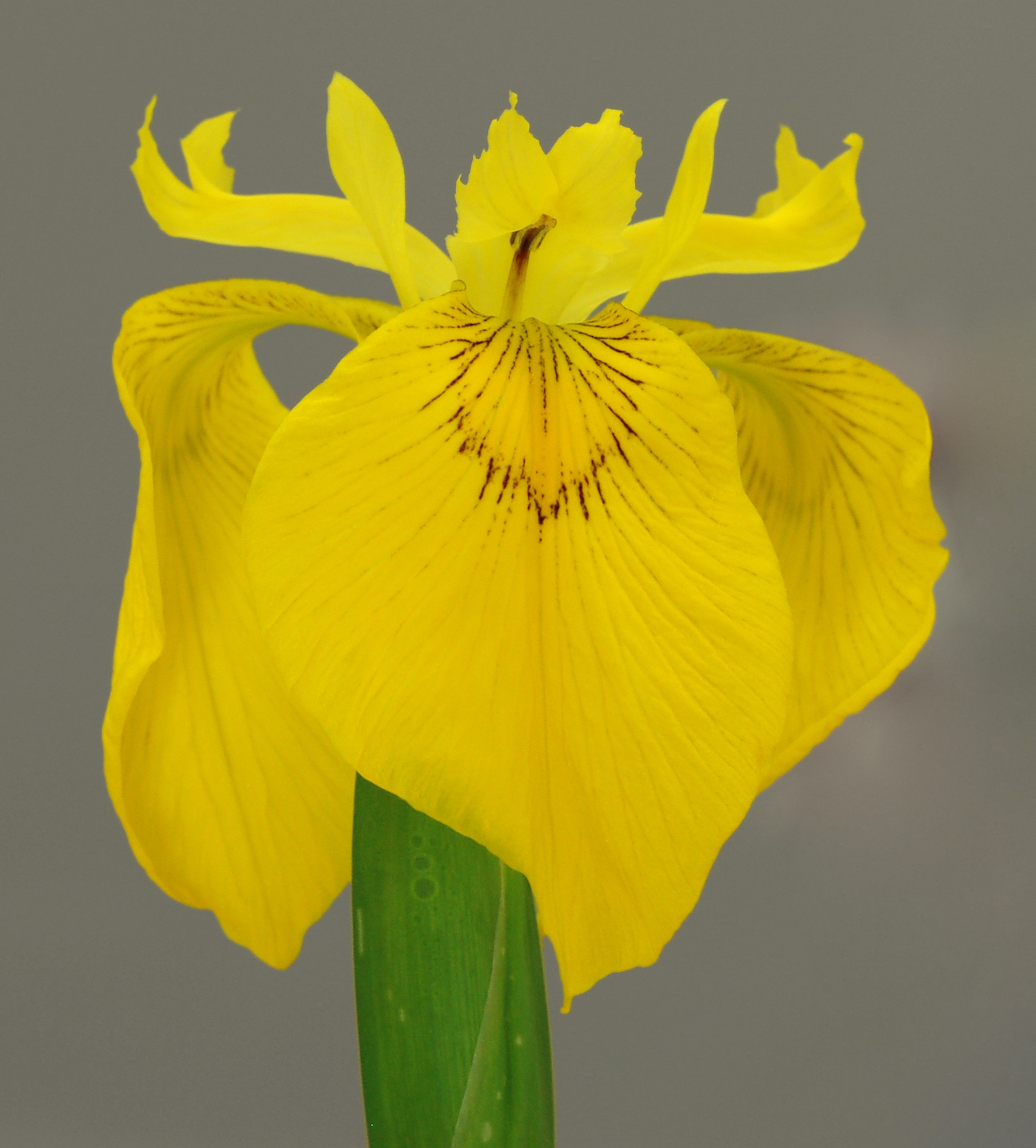
Fleur.
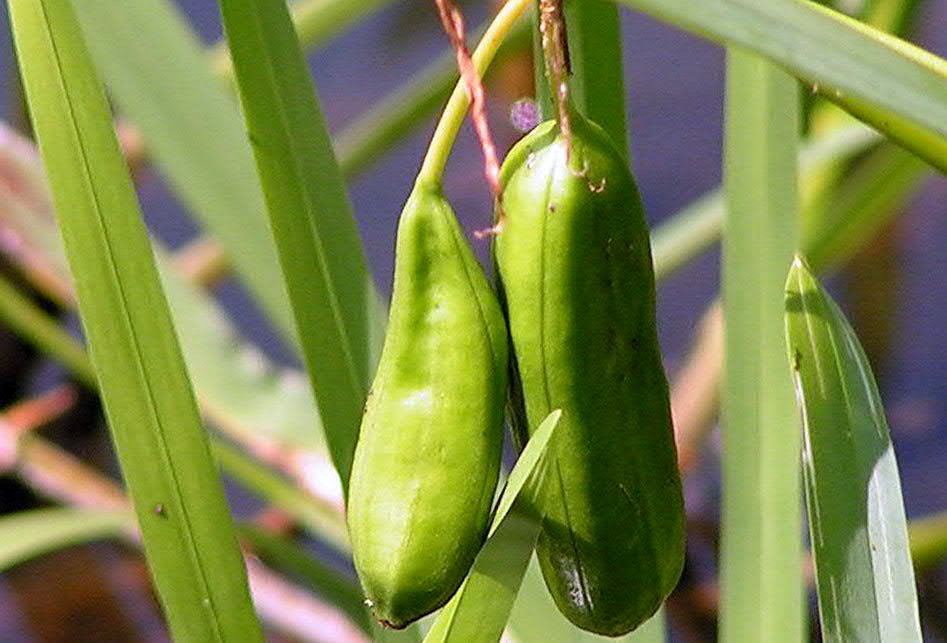
Fruit.
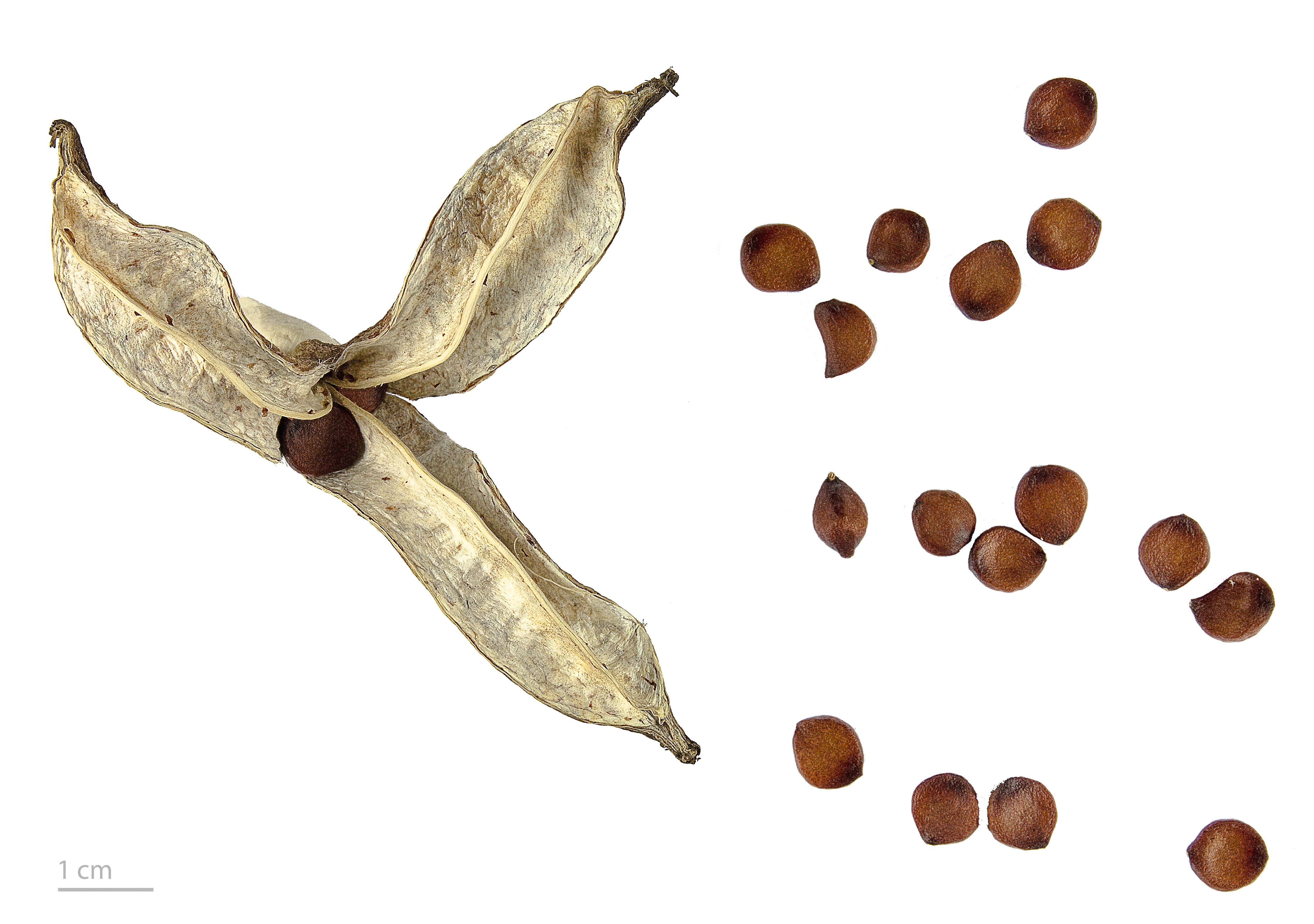
Graines.
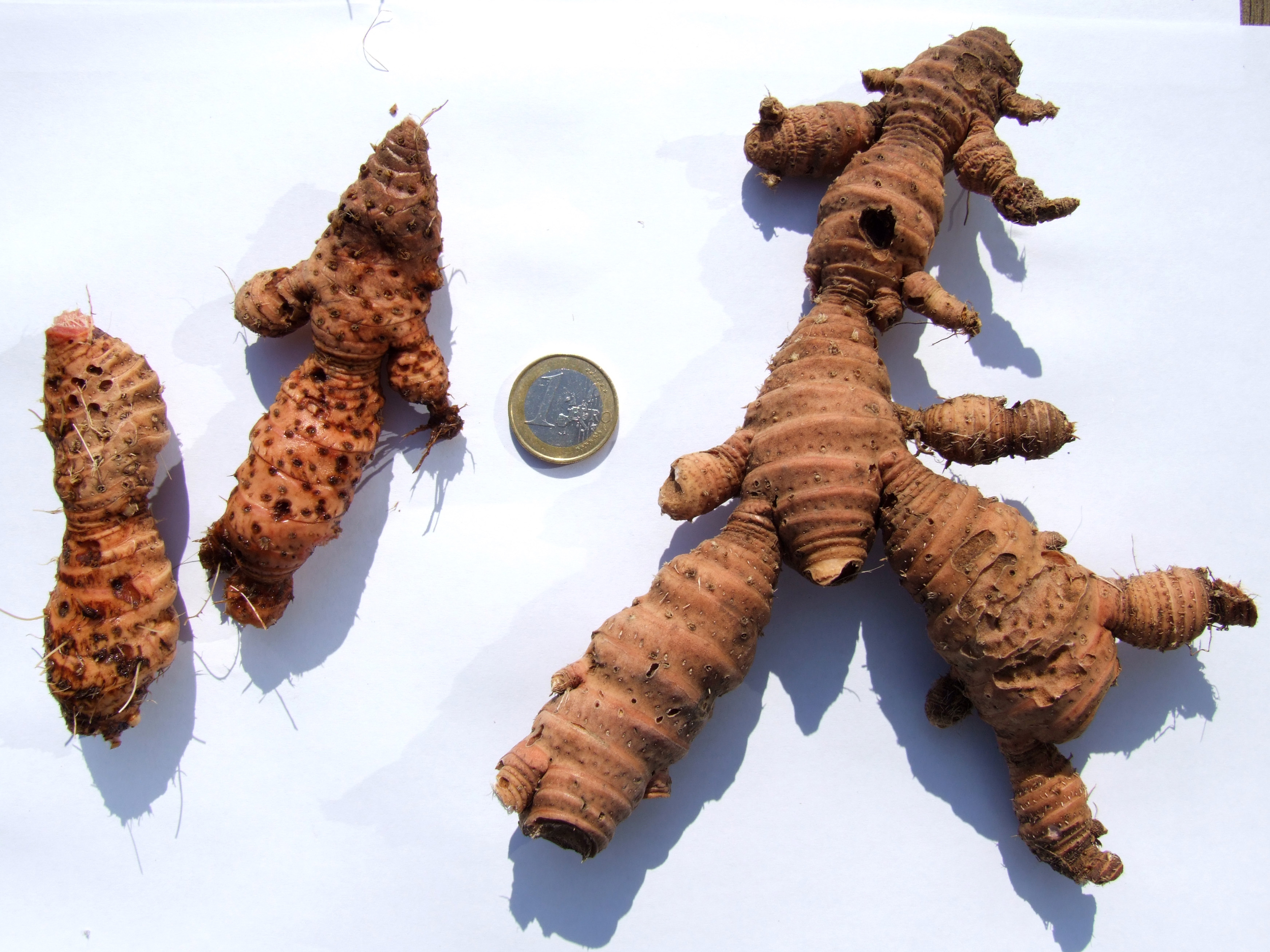
Rhizome.
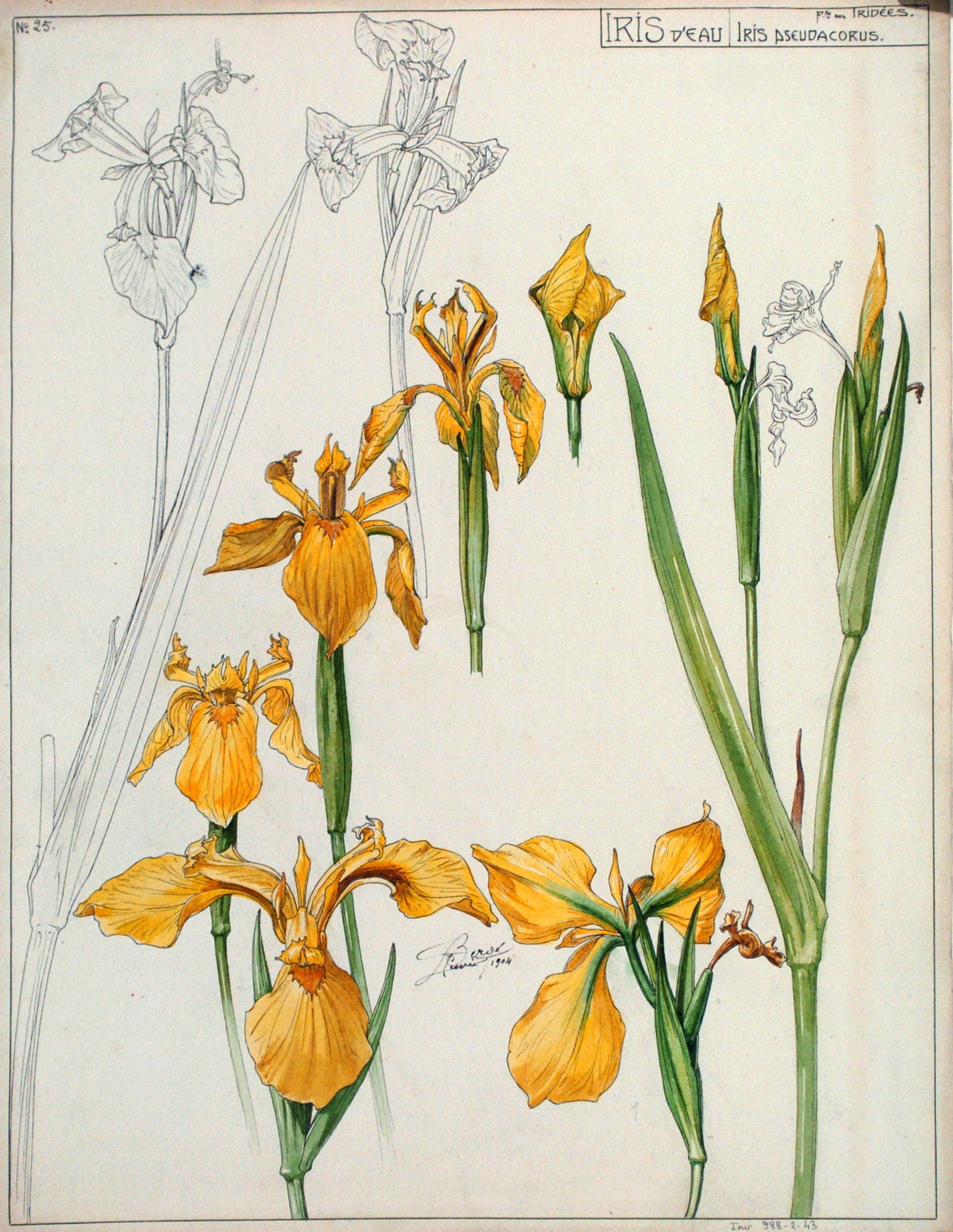
Étude d'iris d'eau, Henri Bergé, 1904, musée de l'École de Nancy.